# Сен-Фильбер-де-Гран-Льё (кантон)
Сен-Фильбер-де-Гран-Льё (фр. Saint-Philbert-de-Grand-Lieu) — кантон во Франции, находится в регионе Пеи-де-ла-Луар, департамент Атлантическая Луара. Входит в состав округа Нант.

## История
До 2015 года в состав кантона входили коммуны  Ла-Лимузиньер, Ла-Шеврольер, Сен-Коломбан, Сен-Люмин-де-Куте и Сен-Фильбер-де-Гран-Льё.
В результате реформы 2015 года состав кантон изменился: в него вошли коммуны упраздненных кантонов Леже и Эгрефёй-сюр-Мен.

## Состав кантона с 22 марта 2015 года
В состав кантона входят коммуны (население по данным Национального института статистики за 2019 г.):
- Женестон (3 677 чел.)
- Коркуэ-сюр-Лонь (3 022 чел.)
- Ла-Лимузиньер (2 467 чел.)
- Ла-Шеврольер (5 782 чел.)
- Ле-Биньон (3 907 чел.)
- Леже (4 565 чел.)
- Морнбер (3 191 чел.)
- Пон-Сен-Мартен (6 470 чел.)
- Сен-Коломбан (3 417 чел.)
- Сен-Люмин-де-Куте (2 229 чел.)
- Сен-Фильбер-де-Гран-Льё (9 076 чел.)
- Тувуа (1 867 чел.)

## Политика
На президентских выборах 2022 г. жители кантона отдали в 1-м туре Эмманюэлю Макрону 33,0 % голосов против 23,1 % у Марин Ле Пен и 18,4 % у Жана-Люка Меланшона; во 2-м туре в кантоне победил Макрон, получивший 62,7 % голосов. (2017 год. 1 тур: Эмманюэль Макрон – 25,8 %, Франсуа Фийон – 20,1 %, Жан-Люк Меланшон – 19,6 %, Марин Ле Пен – 18,6 %; 2 тур: Макрон – 69,8 %. 2012 год. 1 тур: Николя Саркози — 28,6 %, Франсуа Олланд — 27,3 %, Марин Ле Пен — 15,8 %; 2 тур: Саркози — 51,0 %).
С 2021 года кантон в Совете департамента Атлантическая Луара представляют мэр коммуны Пон-Сен-Мартен Янник Фетиво (Yannick Fétiveau) и мэр коммуны Женестон Карин Павиза (Karine Paviza) (оба – Разные правые).
|                | Кандидаты                         | Партия                   | Первый тур | Первый тур     | Второй тур | Второй тур |
| Кол-во голосов | Кандидаты                         | Партия                   | % голосов  | Кол-во голосов | % голосов  |            |
| -------------- | --------------------------------- | ------------------------ | ---------- | -------------- | ---------- | ---------- |
|                | Карин Павиза Янник Фетиво         | Разные правые            | 2 756      | 25,57          | 5 440      | 51,27      |
|                | Стефан Боже Карин Габорьё         | Разные правые            | 3 470      | 32,19          | 5 171      | 48,73      |
|                | Жан-Батист Арвийе Патрисия Бланше | Разные левые             | 2 422      | 22,47          |            |            |
|                | Жерар Вьо Ивонн Гиэнёф            | Национальное объединение | 1 258      | 11,67          |            |            |
|                | Жимми Николь Кристель Фурель      | Прочие                   | 874        | 8,11           |            |            |

|                | Кандидаты                    | Партия             | Первый тур | Первый тур     | Второй тур | Второй тур |
| Кол-во голосов | Кандидаты                    | Партия             | % голосов  | Кол-во голосов | % голосов  |            |
| -------------- | ---------------------------- | ------------------ | ---------- | -------------- | ---------- | ---------- |
|                | Стефан Боже Карин Павиза     | Правый блок        | 6 946      | 41,02          | 8 666      | 53,67      |
|                | Стефани Нёвий-Бернье Клод Но | Разные левые       | 6 596      | 38,96          | 7 480      | 46,33      |
|                | Иоанн Бургон Николь Куэрон   | Национальный фронт | 3 390      | 20,02          |            |            |